# Barbora Špotáková
Barbora Špotáková (30 de juny de 1981 a Jablonec nad Nisou, República Txeca) és una atleta txeca especialista en llançament de javelina que es va proclamar campiona olímpica en els Jocs de Pequín 2008 i campiona mundial en Osaka 2007, també ha guanyat el campionat nacional txec en cinc ocasions (2004-2005-2006-2007-2008), triada millor atleta femenina de la República de Txèquia els anys 2006 i 2007, i millor atleta txeca de l'any 2008.
Amb la seva marca de 71,42 m, aconseguida en la final dels Jocs de Pequín va aconseguir superar el rècord europeu, que després superaria al setembre del 2008 arribant fins als 72,28 amb els quals aconseguia arrabassar la plusmarca mundial a la seva antecessora Osleidys Menéndez.

## Resultats
| Any  | Competició               | Lloc           | Lloc  | Marca    |
| ---- | ------------------------ | -------------- | ----- | -------- |
| 2002 | Campionat Europeu        | Múnic          | Elim. | 51.71 m. |
| 2004 | Jocs Olímpics            | Atenes         | Elim. | 58.20 m. |
| 2005 | Campionat Mundial        | Hèlsinki       | Elim. | 58.74 m. |
| 2005 | Universiada              | Esmirna        | 1ª    | 60.73 m. |
| 2005 | Final Mundial de la IAAF | Mònaco         | 5ª    | 61.60 m. |
| 2006 | Campionat Europeu        | Göteborg       | 2ª    | 65.64 m. |
| 2006 | Final Mundial de la IAAF | Stuttgart      | 1ª    | 66.21 m. |
| 2007 | Campionat Mundial        | Osaka          | 1ª    | 67.07 m. |
| 2007 | Final Mundial de la IAAF | Stuttgart      | 1ª    | 67.12 m. |
| 2008 | Jocs Olímpics            | Pequín         | 1ª    | 71.42 m. |
| 2012 | Jocs Olímpics            | Londres        | 1ª    | 69.55 m. |
| 2016 | Jocs Olímpics            | Rio de Janeiro | 3ª    | 64.80 m. |